# Benhall
Pour l’article homonyme, voir Benhall (Cheltenham).
Benhall est un village et une paroisse civile du district de l'East Suffolk dans le Suffolk en Angleterre.
Sa population est de 521 habitants en 2011.